# Kemoterápia

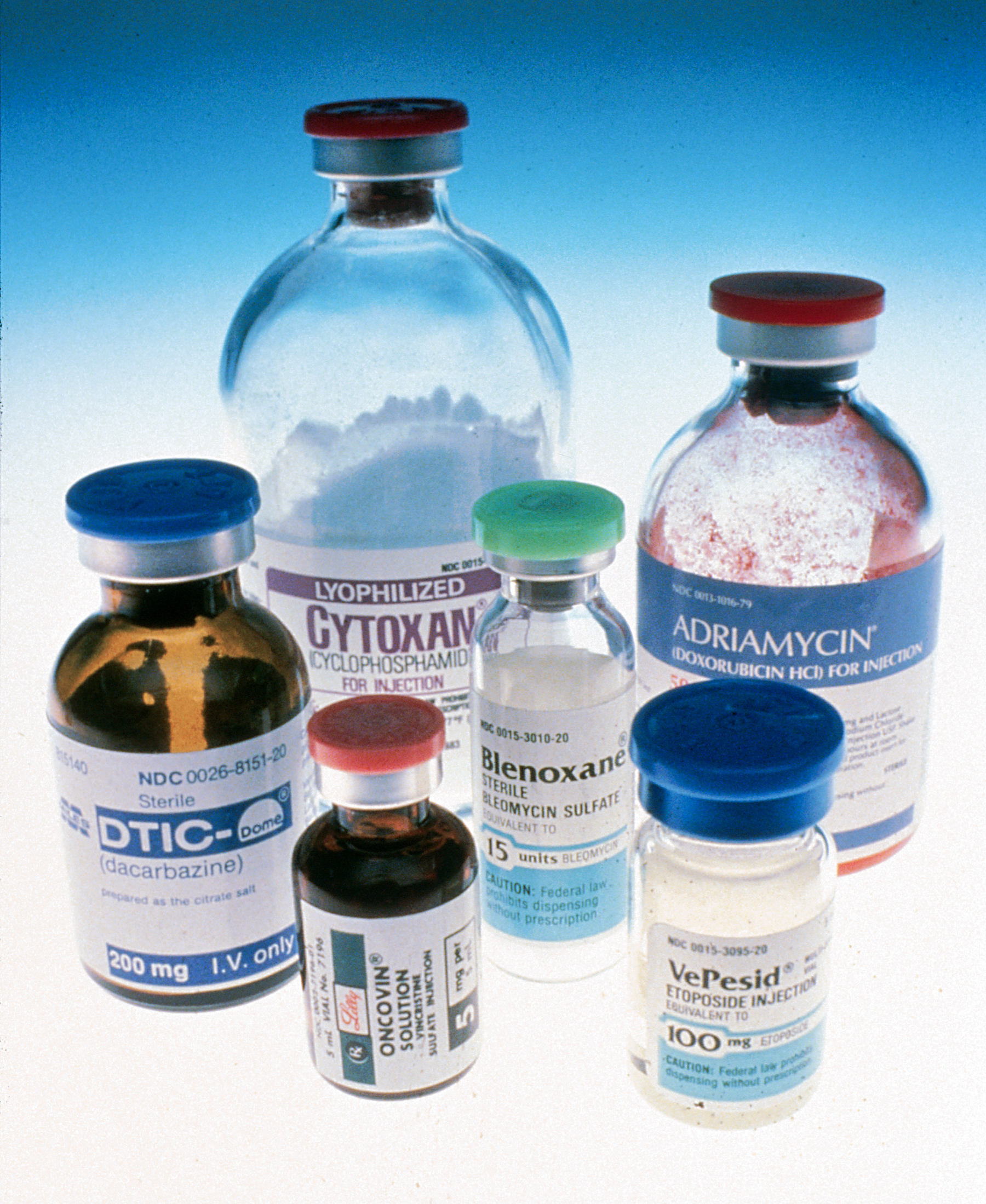
Kemoterápiás szerek (1993)

A kemoterápia általános értelemben az a gyógyító eljárás, amelynek során vegyszerek testbe juttatásával a betegséget okozó mikroorganizmusok vagy sejtek egy csoportja elpusztítható. Legismertebb alkalmazási köre az onkológián belül a rosszindulatú rákos daganatok eltávolítását célzó terápia, de a farmakológiában gyakran utalnak a kifejezéssel az antibiotikumok egy meghatározható csoportjára is (antibakteriális kemoterápia). A daganatos betegeknek adott kemoterápiás kezelés történhet gyógyító (kuratív) célzattal, de lehetséges, hogy csak a beteg életminőségét vagy élethosszát kívánják javítani vele (palliatív kezelés). Kemoterápiát alkalmazhatnak önmagában, vagy adjuváns kezelésként, azaz más eljárásokkal (pl. sugárkezelés, műtét) kombinálva is.

## Története

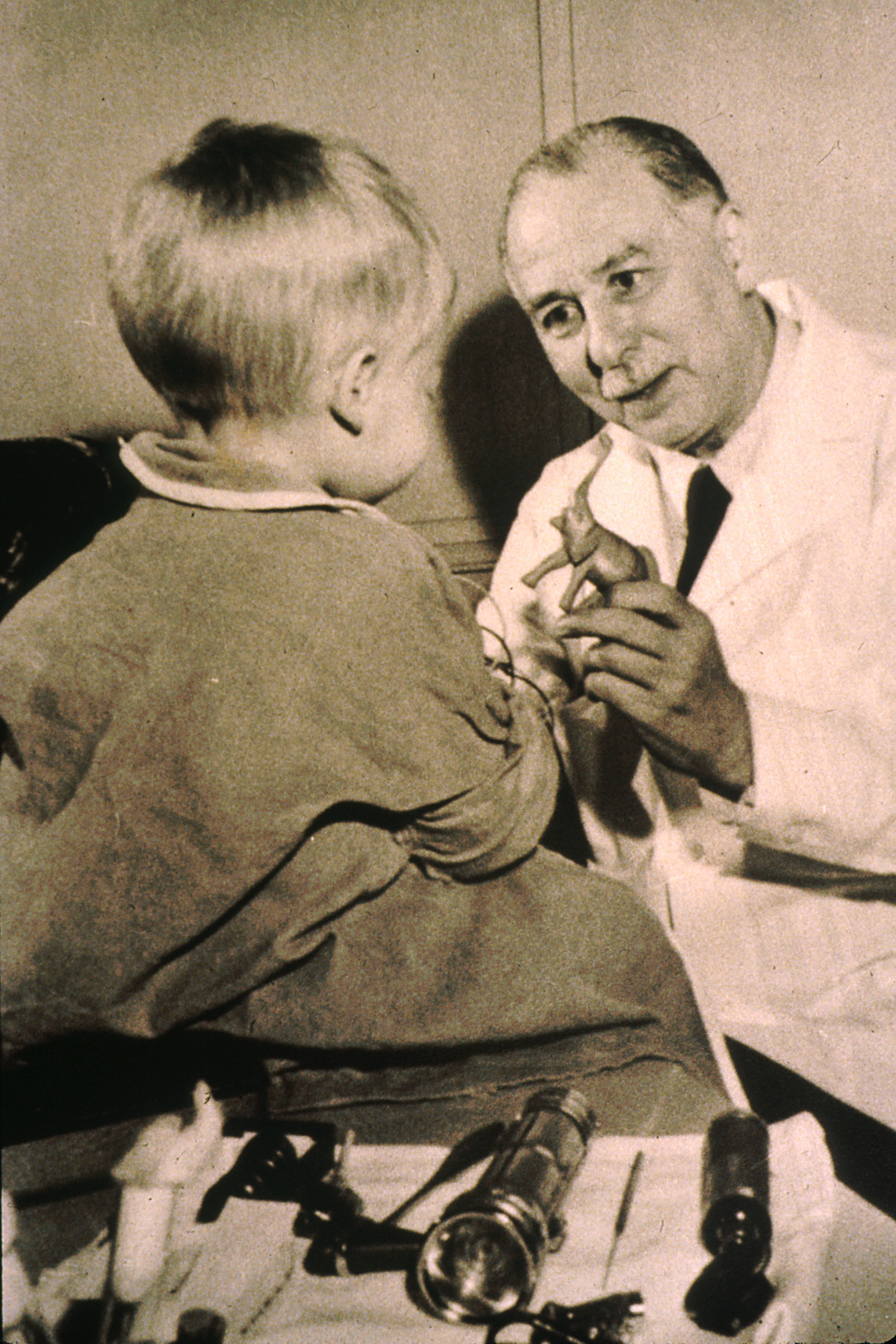
Sidney Farber, akit a modern kemoterápia atyjaként tartanak számon

Az első korszerű kemoterápiás antibakteriális ágens a Paul Ehrlich által a szifilisz gyógyítására 1909-ben kifejlesztett Salvarsan (arzfenamin) volt. Ezt olyan, széles körben elterjedt szintetikus vegyületek követték, mint az Alexander Fleming nevéhez fűződő penicillin (1928) vagy a Gerhard Domagk által kikísérletezett szulfonamidok (1932).
Rákos megbetegedések gyógyítására először a 20. század elején használtak kemoterápiás szereket. Az első világháború során harci gázként használt mustárgázról kiderült, hogy meggátolja a normális vérképzést, mivel a gáztámadások áldozatainál jelentős fehérvérsejtszám-csökkenést tapasztaltak. A mustárgázhoz hasonló mustárnitrogéneket a második világháború alatt vizsgálták. Mivel ezek is hatékonyan gátolták a gyorsan osztódó csontvelői sejteket, felmerült, hogy a rákos sejtek ellen is hatékonyak lehetnek. 1942-ben limfómás betegeknek intravénásan adtak mustárnitrogén típusú vegyületeket, melyekkel jelentős javulást értek el. Az első gyógyszerként alkalmazott mustárnitrogén a meklóretamin volt.
A mustárnitrogének után a következő nagy előrelépés az első antimetabolit, a metotrexát daganatellenes hatásának felismerése volt. Sidney Farber, a Harvard Egyetem patológusa a folsav hatását vizsgálta leukémiás betegségekben. Akut limfoblasztos leukémiában (ALL) szenvedő gyerekeknek folsavat adva korábban a betegség súlyosbodását tapasztalták. Farber a folsavhoz hasonló szerkezetű aminopterint (a metotrexáthoz hasonló vegyület) adott ALL-es betegeknek. A folsav antagonista aminopterin meggátolta a folsavat igénylő enzimek működését, és hatására jelentős javulás következett be, bár az elért hatás csak átmeneti volt. Az ugyanakkor világossá vált, hogy a folsavat semlegesíteni képes vegyületek alkalmasak lehetnek a rák kezelésére. Később a metotrexátot szolid daganatok kezelésében is hatékonynak találták, ezek közül a legátütőbb eredményt a koriokarcinóma kezelésében érték el, melyet a metotrexát kezelés önmagában is képes volt meggyógyítani.

## Mechanizmusa

A sejtciklus. I=Interfázis, M=Mitózis. Az egyes fázisok időtartama arányosan az ábrán.

A rosszindulatú rákos megbetegedésekre a sejtek kontrollálatlan szaporodása, és az ép szövetekbe való betörése, távoli áttétek képzése jellemző. Ismertek olyan tumorok, melyeknél döntően a genetikai prediszpozíció a meghatározó, a környezeti ártalmak szerepe pedig elhanyagolható (pl. herediter retinoblasztóma), de a rosszindulatú daganatok többségére igaz, hogy veleszületett genetikai hajlam és a környezeti tényezők együttes interakciója szükséges a kialakulásukhoz, mely során egyes sejtekben genetikai mutációk jönnek létre a sejtciklust szabályozó génekben.
A kemoterápiás eljárások azon az elven alapulnak, hogy a beteg szervezetébe juttatott vegyszer elpusztítja a gyorsan osztódó sejteket – ez ugyanis a rákos sejtek egyik fő tulajdonsága. Ez a hatás nem korlátozódik a daganatsejtekre, minden gyorsan osztódó sejtet károsítanak, ami miatt sok mellékhatással rendelkeznek. A daganatellenes hatást főként a sejtosztódás gátlásán keresztül fejtik ki, azonban a részletes hatásmechanizmusban az egyes szerek eltérnek egymástól, bizonyos szerek a DNS-ben töréseket hoznak létre, mások beépülnek a DNS-be, megint mások a mikrotubulus rendszert károsítják, stb.
Hatásuk alapján a daganatterápiás szerek két fő csoportba sorolhatók: a citotoxikus szerek el is pusztítják a tumorsejteket, míg a citosztatikus szerek csak megakadályozzák a sejtek további szaporodását, de közvetlenül nem pusztítják el a sejtet. A kemoterápiás gyógyszerek citotoxikusak, ugyanakkor gyakran hivatkoznak rájuk összefoglalóan citosztatikumokként. Az egyik fő hatásmechanizmusuk az, hogy programozott sejthalált váltanak ki a sejtben, ezáltal pusztítva el azt.
Mivel a gyorsan osztódó sejtekre hatnak, elsősorban a gyorsan növekvő tumorok (pl. akut leukémiák, agresszív hematológiai neopláziák) kezelésében hatékonyak, mivel ezeknél egyidejűleg több daganatsejt van osztódási fázisban. A lassabban osztódó daganatsejtekből álló tumoroknál általában kevésbé hatékonyak.

## Adagolás módja
- Orálisan, szájon át pirula, kapszula vagy folyadék formájában
- Intravénásan - injekció, kanülön (pl.:porton) keresztül adagolva
- Intratekálisan, agy-gerincvelői folyadékba fecskendezve
- Bőr alá fecskendezve (subcutan)
- Izomzatba fecskendezve (intramuscularis)

A legtöbb kemoterápiás szert intravénásan juttatják a szervezetbe. Fontos ellenőrizni, hogy a behelyezett kanül valóban a vénában található-e, az ér mellé (paravénásan) adott kemoterápia ugyanis lokálisan felhalmozódva súlyos helyi károsodásokat, az érintett szövetek nekrózisát okozhatja.
Bizonyos betegségek esetén szóba jön a szelektív regionális kemoterápia is, amikor az érintett szövetet ellátó artériákat kanülálják, és azokon keresztül juttatják be a gyógyszert, amely így a tumort nagy koncentrációban éri anélkül, hogy a szervezet egészét nagy dózisú kezelésnek tennék ki. A módszert elsősorban májrákban szenvedő betegeknél alkalmazzák.

## Daganatterápiás szerek csoportosítása
A gyógyszeres daganatterápiában használt szereket klasszikusan négy fő csoportra osztják:
- citotoxikus szerek
- hormonterápiák
- molekuláris célzott terápiák
- kiegészítő, szupportív kezelések

Ezek közül hagyományos értelemben csak a citotoxikus szerek minősülnek kemoterápiának.

### Citosztatikumok (citotoxikus szerek)

#### Alkiláló szerek

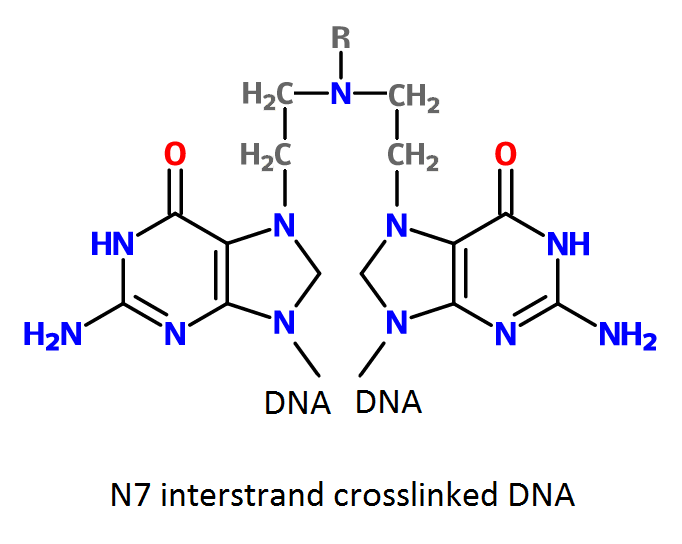
Alkiláló szer által az N7-es pozícióban keresztkötött guanin bázisok. Így jönnek létre DNS keresztkötések egy adott DNS láncon belül, vagy a DNS két lánca között.

Az alkiláló szerek képesek kovalensen alkilcsoportokat illeszteni fehérjékhez, RNS-hez vagy DNS-hez. A DNS alkilálása felelős a daganatellenes hatásért, mivel DNS keresztkötések kialakulásához vezet. Ezek kijavításakor, vagy sejtosztódás esetén az ilyen keresztkötések miatt kettős törések jöhetnek létre a DNS-ben, ami programozott sejthalált vált ki. Hatásuk a sejtciklustól független, az elpusztított sejtek aránya a használt dózistól függ.
| Alkiláló szerek  | Alkiláló szerek | Alkiláló szerek   | Alkiláló szerek      |
| Mustárnitrogének | Nitrózureák     | Alkil-szulfonátok | Platina alapú szerek |
| ---------------- | --------------- | ----------------- | -------------------- |
| ciklofoszfamid   | karmusztin      | buszulfán         | ciszplatin           |
| meklóretamin     | lomusztin       |                   | karboplatin          |
| uramusztin       | sztreptozotocin |                   | nedaplatin           |
| melfalán         |                 |                   | oxaliplatin          |
| klorambucil      |                 |                   | szatraplatin         |

#### Antimetabolitok

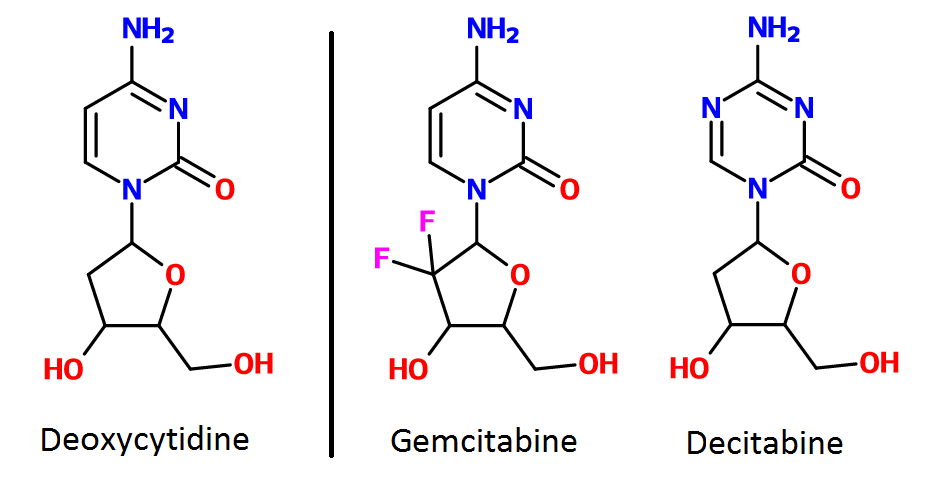
Két pirimidin nukleozid analóg (gemcitabin, és decitabin), mely nagy fokú szerkezeti hasonlóságot mutat a dezoxicitidinnel.

Az antimetabolitok a DNS-szintézisét gátolják azáltal, hogy nagyfokú szerkezeti hasonlóságot mutatnak olyan molekulákkal, amik a DNS-szintézisében kulcsszerepet játszanak. Vannak, amik a DNS-t alkotó nukleozidokra vagy nukleotidokra hasonlítanak, ezeket a sejt enzimjei képtelenek megkülönböztetni a normális megfelelőiktől, és helyettük beépítik a DNS-be, ahol azok a további szintézist lehetetlenné teszik. A DNS-szintézis gátlása miatt a sejt képtelen osztódni. Más molekulák (pl. a folsavat semlegesítő metotrexát) a DNS-t alkotó nukleotidok képződését gátolják meg azáltal, hogy szerkezeti hasonlóságukból adódóan a szintézisükben részt vevő kulcsmolekulákhoz mint szubsztrát hozzákötődnek, és inaktiválják azokat. Az alkiláló szerekkel ellentétben az antimetabolitok hatása sejtciklus függő, csak azokra a sejtekre hatnak, melyek éppen S-fázisban vannak (DNS-t szintetizálnak sejtosztódáshoz). Antimetabolitokat a daganatok kezelésén kívül antibiotikumként (pl. trimetoprim) illetve vírus ellenes szerekként (pl. lamivudin, ribavirin) alkalmaznak. Utóbbiak esetében a szelektív hatás azon alapul, hogy olyan enzimeket vagy reakciókat gátolnak, amik emberben nem, vagy csak más enzimek által mennek végbe.
| Antimetabolitok | Antimetabolitok       | Antimetabolitok     | Antimetabolitok |
| Purin analógok  | Pirimidin analógok    | Folsav antagonisták |                 |
| --------------- | --------------------- | ------------------- | --------------- |
| 6-merkaptopurin | 5-fluorouracil (5-FU) | metotrexát          |                 |
| azatioprin      | floxuridin            | pemetrexed          |                 |
| merkaptopurin   | citozin-arabinozid    |                     |                 |
| fludarabin      | 6-azauracil           |                     |                 |
| tioguanin       | gemcitabin            |                     |                 |

#### Citotoxikus antibiotikumok
Ezekben a vegyületekben közös, hogy mindegyik valamilyen mikroorganizmus terméke, vagy annak módosításával előállított szer, hatásmechanizmusuk azonban igen változatos. Ide sorolják például az antraciklineket, melyek első képviselőjét, a daunorubicint a Streptomyces peucetius baktériumból izolálták. Az antraciklinek fő hatásmechanizmusa a DNS-szintézis gátlása, melyet a DNS-láncok között kialakított keresztkötések révén érnek el, emellett képesek a DNS-t alkilálni és gátolják a II-es típusú topoizomeráz enzimet, ami által a feltekert DNS-t a sejt képtelen kiegyenesíteni, ami pedig a DNS replikációnak és a DNS-javításnak is az előfeltétele. Az antraciklinek ezen kívül a sejtet károsító szabad gyökök képződéséhez vezetnek.
A Streptomyces lavendulae-ből izolált mitomicin C a DNS alkilálásán keresztül fejti ki hatását. A glikopeptid szerkezetű bleomicin, melyet a Streptomyces verticillus-ból állítottak elő, a DNS feltöredezését okozza vastartalmú szabad gyökök képzésén keresztül.
Néhány citotoxikus antibiotikum:
- daunorubicin
- doxorubicin
- epirubicin
- idarubicin
- pirarubicin
- mitoxantron
- aktinomicin
- bleomicin
- mitomicin C

#### Növényi eredetű szerek

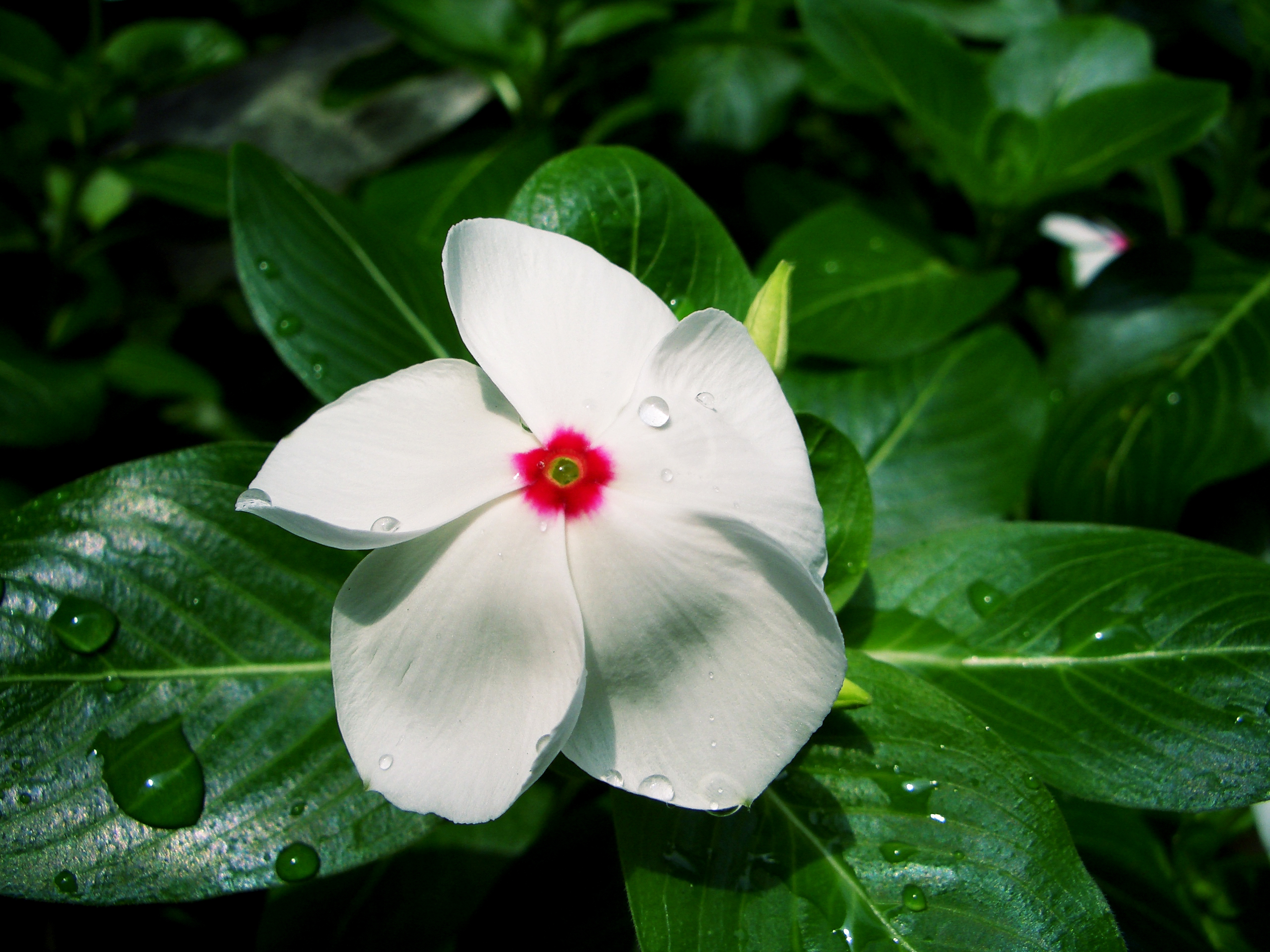
Rózsás meténg, ebből a növényből izolálták az első vinca alkaloidokat az 1960-as években.

A különböző növényi eredetű kemoterápiás szerek hatásmechanizmusuk alapján két fő csoportra oszthatók. Az egyik csoportot a topoizomeráz enzim gátlók képezik, melyek megakadályozzák, hogy a sejt az erősen felcsavart, kompakt DNS-ét kiegyenesítse. A másik csoportba azok a vegyületek tartoznak, amik a sejtek mikrotubulus rendszerét gátolják. Utóbbi a sejtosztódásban fontos szerepet tölt be, hiányában az nem jön létre. Az ún. vinca alkaloidok a rózsás meténgben (korábban Vinca rosea-nak hívták, innen a csoport neve) találhatók, és megakadályozzák, hogy a tubulin fehérjék mikrotubulusokká álljanak össze. Ezzel szemben az ún. taxánok, melyek egyes tiszafafélékben fordulnak elő, a mikrotubulusok lebomlását gátolják meg. Mivel a mikrotubulusok dinamikus, folyamatosan épülő és bomló szerkezetek, ez a hatás szintén a sejtosztódás leállásához vezet.
| Növényi eredetű citotoxikus szerek | Növényi eredetű citotoxikus szerek | Növényi eredetű citotoxikus szerek |
| Topoizomeráz gátlók                | Vinca alkaloidok                   | Taxánok                            |
| ---------------------------------- | ---------------------------------- | ---------------------------------- |
| topotekán                          | vinkrisztin                        | paklitaxel                         |
| irinotekán                         | vinblasztin                        | docetaxel                          |
| etopozid                           | vindezin                           |                                    |
|                                    | vinorelbin                         |                                    |

## Terápiafajták
Az 50-es évektől kezdve nem csupán a kemoterápiás szereket, hanem a felhasználásuk módját is folyamatosan fejlesztették annak érdekében, hogy a hatékonyságot növeljék illetve, ahol lehetséges, a mellékhatásokat csökkentsék. Habár a fejlesztéseket nehezíti, hogy a teljes gyógyulás csak 5-10 év után jelenthető ki, így a teljes visszajelzése viszonylag időigényesek, valamint a kezelésekkel való kísérletezés is érthetően behatároltabb, de a kezelések eredményessége javuló tendenciát mutat.

### Multimodális terápia
Multimodális terápiáról akkor beszélünk, ha többféle kezelési módot alkalmaznak ugyanazon betegnél. Kemoterápiát végezhetnek a tumor műtéti eltávolítása vagy besugárzása előtt (neoadjuváns kemoterápia), melynek célja, hogy csökkentse a daganat méretét a lokális kezelés előtt, vagy akár műthetővé tegye az addig sebészi eltávolításra alkalmatlan tumort. A helyi kezelés után alkalmazott kemoterápia (adjuváns kemoterápia) célja a szervezetben szétszóródott tumorsejtek elpusztítása, megakadályozandó, hogy azokból később áttétként kiújuljon a betegség.

### Kombinált kemoterápia
| Betegség             | Gyógyszerek                                           | Rövidítés |
| -------------------- | ----------------------------------------------------- | --------- |
| emlőrák              | ciklofoszfamid, metotrexát, 5-fluorouracil            | CMF       |
| emlőrák              | doxorubicin, ciklofoszfamid                           | AC        |
| Hodgkin-kór          | musztin, vinkrisztin, prokarbazin, prednizolon        | MOPP      |
| Hodgkin-kór          | doxorubicin, bleomicin, vinblasztin, dakarbazin       | ABVD      |
| non-Hodgkin limfómák | ciklofoszfamid, doxorubicin, vinkrisztin, prednizolon | CHOP      |
| ivarsejtes tumorok   | bleomicin, etopozid, ciszplatin                       | BEP       |
| gyomorrák            | epirubicin, ciszplatin, 5-fluorouracil                | ECF       |
| gyomorrák            | epirubicin, ciszplatin, kapecitabin                   | ECX       |
| hólyagrák            | metotrexát, vinkrisztin, doxorubicin, ciszplatin      | MVAC      |
| tüdőrák              | ciklofoszfamid, doxorubicin, vincristine,             | CAV       |
| vastag- és végbélrák | 5-fluorouracil, folinsav, oxaliplatin                 | FOLFOX    |

Ma már egy terápia alatt több különböző hatásmechanizmussal működő kemoterápiás szereket használnak, hogy fokozzák a hatékonyságot. A terápia alatt a beteg a kezelés protokollnak megfelelő gyógyszer kombinációkat kap, majd egy adott kezelési ciklus végén pihentetik a szervezetet, hogy az egészséges sejtek regenerálódjanak a következő kezelés ciklus előtt. A terápia nehézségét az okozza, hogy megfelelően egyensúlyt találjanak a kezelőorvosok, hogy a lehető legnagyobb károsodás érje a rákos sejteket, miközben a beteg egészsége minél kevésbé épüljön le. Valamint a ciklusok közötti pihenő szakaszban minél jobban (a következő kezelés elviseléséhez) regenerálódjon a szervezet, de a rosszindulatú sejtek száma még ne érje el a kezelési ciklus előtti mértéket.

### Nagy dózisú kemoterápia
Ha a beteg állapotának rizikófaktora magas, akkor bizonyos esetekben szükség lehet a szervezet által elviselhető mértéknél nagyobb dózisú kemoterápiás vagy irradiációs (sugár-) kezelés alkalmazására is. Ilyenkor, ha nem a vérképző szerveket érinti a rák, akkor a kezelés miatt károsodott vérképző szervek helyreállítására autológ csontvelő-átültetést (autológ őssejt-transzplantáció) végeznek. A kezelést megelőzően egy ötnapos őssejtserkentő kezelés után a beteg saját csontvelői őssejtjeit szeparálják (feretizálás), majd mélyhűtve tárolják (-170C°). A szervezetet megterhelő kezelés után egy nappal megtörténik az őssejtek visszaadása (transzplantáció). Az őssejtek megtapadása után 9-20 nappal újra megindul a véralkotó sejtek termelődése. A kezelés és a megtapadás közötti időszakban a betegnek steril szobában kell tartózkodnia a súlyos fertőzésveszély miatt, ami a vérsejtek hiányának következtében áll fent. Habár a saját őssejt-átültetés kevesebb kockázattal jár, mint a nem saját (allogén) átültetés, de előfordulhatnak átmeneti szövődmények, mint például a máj vénáinak elzáródása.

### Célzott kemoterápia
A célzott kemoterápia vagyis a tumor összetételére szabott célzott kemoterápia, alkalmazása esetén először molekuláris diagnosztikát végeznek daganatszöveten. A cél, hogy megtalálják a hibásan működő gént, amely a daganatot okozza és e hibás génre alkalmaznak célzott terápiát. Így a betegnek nem kell elviselnie, felesleges és hatástalan kezelések mellékhatásait. Jelenleg még nem tudtak meghatározni minden génhibára célzott terápiát, de kutatások folynak, hogy minél több ilyen génhibát kezelni tudjanak.

### Metronomikus terápia
Lényege, hogy hosszabb távon (2-3 év) kis dózisú folyamatos kezelést adnak, amely nem rontja jelentősen az életminőséget, gyengébbek a mellékhatások. A hosszú távú, kis dózisokra osztott kemoterápiának érújdonképződést gátló hatást is tulajdonítanak, mely megakadályozza a daganatok további növekedését.

## Egyéb indikációik
Egyes kemoterápiás ágenseket (pl. ciklofoszfamid, metotrexát, azatioprin) a szervátültetéseket követően a szervkilökődés megakadályozására vagy olyan autoimmun betegségek kezelésére alkalmaznak, mint a sclerosis multiplex, az autoimmun vasculitisek, SLE, illetve a reumás ízületi gyulladások. Az autoimmun kórképek kezelésére kisebb dózisokat használnak, a hatás az immunfunkciókban részt vevő fehérvérsejtek osztódásának gátlásán és az ezáltal elért immunszuppresszión alapul.

## Mellékhatások
A kemoterápiás kezelés károsítja a szintén gyorsan osztódó egészséges sejteket is, mint amilyen a vérsejtképzésért felelős - csontvelőben található - hemopoetikus őssejtek, az emésztőszervek sejtjei (száj-, gyomor-és bélnyálkahártya), hámsejtek (hajhagymák, bőr) és ivarsejtek.
A kemoterápiás kezelések következtében a legáltalánosabban a következő mellékhatások lépnek fel: 
- Emésztőrendszert érintő: szájszáradás és nyálkahártya-gyulladás, étvágytalanság, hányinger, hányás, hasmenés.
- Hámsejteket érintő: bőrszárazság, napfényérzékenység, hajhullás.
- Vérsejteket érintő: fáradékonyság, spontán bevérzések, legyengült immunrendszer.
- Ivarsejteket érintő: nemzőképesség csökkenhet hosszú kezelés hatására.

### Immunszuppresszió
Lényegében az összes kemoterápiás szer károsítja az immunrendszert, leginkább azzal, hogy a csontvelőben meggátolják a normális vérképzést. Az emiatt kialakuló vérszegénységet vörösvérsejt transzfúzióval lehet kezelni, a vérlemezkéket is hasonlóan lehet pótolni. Mivel a fehérvérsejtek transzfúziója nem ajánlott a túl nagy komplikáció esélye miatt így termelésének fokozására ún. kolónia stimuláló faktorok (pl. G-CSF, GM-CSF) alkalmasak. Az immunhiány következtében kialakuló fertőzések a kemoterápiák súlyos komplikációi lehetnek. A súlyosan immunhiányos betegek esetében (pl. hematológia tumoroknál, vagy nagy dózisú kemoterápiás kezelésnél) különösen fontos a higiéniás rendszabályok betartása (pl. rendszeres kézmosás mind a beteg, mind a személyzet részéről, szájmaszk viselése a beteggel kapcsolatba kerülő személyeknél, környezet fertőtlenítése, stb.), illetve esetükben a megelőző célzattal adott antimikrobiális szerek (pl. antibiotikumok) csökkenthetik a fertőzések gyakoriságát.

### Anémia
A vérszegénység gyakori a tumoros betegek körében, mely lehet részint az alapbetegség következménye (pl. krónikus emésztőrendszeri vérzés, hemolízis, stb.), vagy a csontvelő működését károsító kemoterápia mellékhatása is. A kezelés során kialakuló vérszegénységet vérátömlesztéssel, a vérképzést fokozó eritropoetin hormon adásával és vaspótlással kezelhetik.

### Emésztőrendszeri
Az emésztőrendszeri mellékhatások közül gyakori a szájszárazság, hányinger, hányás, étvágytalanság, hasmenés. Ezekért főként az egész emésztőrendszerben zajló nyálkahártyagyulladást (mukozitisz) tartják felelősnek. Ha ezek miatt a beteg nem iszik vagy eszik eleget, vagy éppenséggel gyakran kihányja a bevitt táplálékot, könnyedén lefogyhat vagy kiszáradhat. A hányinger és hányás olyannyira nagy problémát jelent, hogy egy 1983-as tanulmányban az ilyen mellékhatásairól ismert kemoterápiás szereket kapó betegek 20 százaléka halogatta vagy teljesen elutasította a potenciálisan gyógyító célzatú kezelést. A hányingerért leginkább a sérült emésztőrendszerből felszabaduló szerotonin a felelős, mely az agytörzsben található hányásközpontban hozzákötődik a szerotonin-5-HT3 receptorhoz. Utóbbi receptor ma már gyógyszeresen blokkolható, amit a kemoterápiás kezelésben részesülő betegeknél gyakran ki is használnak. Ennek köszönhetően a hányinger és a hányás már jóval kevesebb beteget érint, mint korábban, amit jól tükröz az a 2002-es vizsgálat, amelyben kemoterápiában részesülő betegeket kérdeztek arról, milyen a kezelések alatt jelentkező mellékhatásokat tartanak a legkellemetlenebbnek. A válaszok alapján a hányinger a korábbi hasonló vizsgálatokkal szemben csak a tizenegyedik ilyen tünet volt.

### Szervkárosodások
Egyes kemoterápiás szerek rendelkeznek meghatározott célszervkárosító hatással. Az antraciklinekről (pl. doxorubicin, daunorubicin) rég óta ismert, hogy károsíthatják a szívet, ami erősen korlátozza a felhasználásukat. Ezért a hatásukért leginkább a szívizomban keletkező szabad gyököket teszik felelőssé.
Májkárosodást sok kemoterápiás szer okozhat, és a károsodás jellege is sokféle lehet. A májfunkciók rendszeres ellenőrzése elengedhetetlen része az ilyen betegek kezelésének, mivel sok kemoterápiás szer a májban metabolizálódik, némelyik pedig közvetlenül is májkárosító lehet.
Számos kemoterápiás szerről ismert, hogy károsíthatja a veséket. A károsodás mértéke tág határok között változhat, a vesefunkciók tünetmentes beszűkülésétől a súlyos, akut veseelégtelenségig.
A bleomicin egyes betegekben súlyos tüdőfibrózist okozhat.

### Hajhullás
Hajhullás (alopécia) a kemoterápiában részesülő betegek kb. 65 százalékában jelentkezik, az esetek többségében átmeneti, de előfordulhat tartós hajvesztés is. Egy vizsgálatban a kemoterápiát kapó nők 58 százaléka vélte úgy, hogy a hajvesztés a kemoterápia legkellemetlenebb mellékhatása, 8 százalékuk pedig emiatt utasította el a kezelést. Egy másik 2002-es tanulmányban a hajhullást a második legsúlyosabb mellékhatásként azonosították a kemoterápiát kapó betegek.

### Infertilitás
Egyes kemoterápiás gyógyszerek a kezeléseket követően meddőséget okozhatnak. Ebből a szempontból a legveszélyesebb szerek az alkiláló gyógyszerek (pl. ciklofoszfamid, klorambucil, prokarbazin stb.). Éppen ezért a fiatal betegek esetében a kemoterápiás kezelést megelőzően lehetőség van olyan beavatkozások végzésére, melyek lehetővé teszik a későbbi gyerekvállalást (pl. spermiumok, vagy petesejtek lefagyasztása).

### Teratogenitás
A terhesség során adott kemoterápia magzatkárosító hatású lehet. Általánosságban elmondható, hogy minél koraibb a terhesség, annál nagyobb a születendő gyerek károsodásának valószínűsége és mértéke, így az első trimeszterben adott kemoterápia esetén általában a terhesség megszakítását szokták javasolni. A második és a harmadik trimeszterben fejlődési rendellenességek és súlyos magzatkárosodás már nem valószínű, viszont gyakoribbak a szülési komplikációk (pl. vérzés, koraszülés, kis születési súly, stb.).
A korábban kemoterápián vagy sugárterápián átesett férfiaknál gyermekvállalás esetén nem kell az átlagnépességhez képest emelkedett kockázattal számolni a fejlődési rendellenességek vagy genetikai betegségek vonatkozásában. Természetes úton bekövetkező terhesség esetén a kemoterápián átesett nőknél sincs nagyobb kockázat, viszont mesterséges megtermékenyítés (pl. in vitro fertilizáció, IVF) esetén már gyakoribbá válnak a magzati fejlődési rendellenességek. Mivel az egyes gyógyszerek nem egyformán veszélyesek és nem egyforma idő alatt ürülnek ki a szervezetből, a legtöbb szerző azt javasolja, hogy a betegek kérjék ki kezelőorvosuk véleményét arról, mennyi idővel a kemoterápia után vállalhatnak biztonsággal gyermeket.

### Másodlagos daganatok
A kemoterápiás kezelések (és a sugárkezelés) késői mellékhatásaként a betegekben megjelenhetnek újabb daganatok. Ez azzal magyarázható, hogy a citotoxikus szerek jó része úgy pusztítja el a tumorsejteket, hogy DNS károsodásokat idéz elő, azonban ez a hatásuk nem korlátozódik a rosszindulatú sejtekre. Éppen ezért a kezelések alatt létrejöhetnek olyan DNS hibák is, melyek később maguk is daganatok kialakulását segítik elő. A leggyakoribb ilyen másodlagosan kialakuló daganat az akut mieloid leukémia, mely leginkább az alkiláló szerek és a topoizomeráz gátlók adása után jelentkezhet.

## Rezisztencia
A kemoterápiás szerekkel szembeni rezisztencia gyakori oka a kezelés sikertelenségének. A daganatsejtek a kemoterápiás szer hatására szelekciós nyomás alá kerülnek, azok a sejtek, amelyek képesek ellenállni a szer hatásának túlélnek, ezáltal a tumor a kezelésre az idő előrehaladtával mindinkább rezisztensé válik. Ez ahhoz vezethet, hogy a kezelésre eleinte visszahúzódó daganat ugyanarra a szerre később már nem reagál.
A daganatsejtek többféle mechanizmussal képesek ellenállni a kemoterápiás gyógyszereknek. Az egyik a sejtek felszínén található P-glikoprotein, vagy más néven MDR-1 (multidrog rezisztencia protein 1), mely nem szelektíven számos molekulát (köztük a gyógyszereket is) képes kipumpálni a sejtekből.
Egy másik mechanizmus lehet egyes, a gyógyszer által befolyásolt molekulákat kódoló gének megsokszorozása, amplifikációja. Példaként említhető a dihidrofolát-reduktáz gén megsokszorozódása, mely a metotrexát kezeléssel szembeni rezisztenciához vezet a tumorsejtekben. Hasonló jelenség figyelhető meg az 5-fluorouracillal szembeni rezisztencia esetén is, ahol a sejtekben fokozódik a gyógyszer célpontjának számító timidilát-szintáz enzim expressziója annak génamplifikációja miatt.

## Hatékonyság
A kemoterápiás kezelések sokat fejlődtek az elmúlt években, egyrészt a célzott biológiai terápiák megjelenésével, melyekkel sokszor a klasszikus kemoterápiákkal addig gyógyíthatatlannak tartott betegeknél is sikerült javulást, vagy akár gyógyulást elérni. Példaként említhető az imatinib 1998-as bevezetése a krónikus mieloid leukémia kezelésébe. Ugyanakkor a klasszikus kemoterápiás szerekkel is egyre jobb túlélési arányokat érnek el, melyben nem is annyira új szerek bevezetésének, sokkal inkább a szupportív terápiák fejlődésének van szerepe, ami lehetővé teszi, hogy a kemoterápiához köthető súlyos szövődményeket hatékonyabban kezeljék, ezáltal csökkentve az összhalálozást.
A kemoterápiák hatékonyságáról számos nagy, randomizált metaanalízis készült. Összefoglalásként elmondható, hogy a kemoterápiával elérhető gyógyulási arány daganattípusonként változik, bizonyos betegségeket a kemoterápia önmagában is képes lehet tartósan meggyógyítani (pl. egyes hematológiai tumorok), más esetekben viszont egyéb kezelésekkel kombinálva is meglehetősen rossz a gyógyulási arány, bár ennek hátterében sok esetben a késői felismerésből adódó előrehaladott betegség áll (pl. hasnyálmirigyrák). Az egyik, 2012-ben megjelent tanulmányban több különböző kemoterápiás kombinációt hasonlítottak össze 100.000 emlőrákos betegnél. Azt találták, hogy mind az önmagában alkalmazott nagy dózisú antraciklin, mind az antraciklin-taxán kombináció 30 százalékkal csökkentette a halálozást, és ez a hatás többé-kevésbé független volt az életkortól, nyirokcsomó státusztól, tumor mérettől, ösztrogén receptor pozitivitástól vagy a pluszban adott tamoxifen hatásától.

## A kemoterápia megítélése
A kemoterápiás szerekkel szemben sokakban igen erős ellenérzések vannak, amit jól tükröznek a különböző internetes oldalakon a kemoterápiás kezelések kártékonyságáról szóló publikációk. Mind a külföldi, mind a hazai sajtóban gyakran idéznek pontatlan részletekkel egy, a McGill Rákközpontban készült kérdőíves vizsgálatot, melyben a megkérdezett orvosok 75 százaléka nem adott volna magának, vagy családtagjának kemoterápiát. Ugyancsak elterjedt a sajtóban az a téves állítás, miszerint a kemoterápiás kezelések valójában segítik a daganatok növekedését, illetve sokan pusztán a gyógyszeripar profitorientált lobbiját látják a kemoterápiás kezelések mögött.
A kemoterápia megítéléséről az orvosok körében számos tudományos közlemény született. Egy 1987-es kanadai vizsgálatban a McGill Rákközpontban 118 orvost kérdeztek arról, hogy amennyiben nem-kissejtes tüdőrákban szenvednének, milyen kezelést választanának maguknak. Mindössze 3 százalékuk kért volna műtét utáni adjuváns kemoterápiát, előrehaladott, de a mellkasra korlátozódó betegség esetén 9 százalékuk, csontáttétek kezelésére pedig 15 százalékuk választotta volna ezt a kezelési eljárást. Egy 1991-ben megjelent cikkben az onkológusok 27 százaléka választotta volna a kemoterápiát III. stádiumú nem-kissejtes tüdőrák esetén, 76 százalékuk pedig sugárkezelést kért volna. 1998-ban már a megkérdezett szakemberek 64,5 százaléka kemoterápiát választott volna csontáttétekkel rendelkező nem-kissejtes tüdőrák esetén. Egy 2004-es ausztrál kutatásban azt vizsgálták, hogy a különböző szakterületeken tevékenykedő orvosok mennyire voltak tisztában a kemoterápia akkori hatékonyságával, és mennyire tartották eredményesnek a kemoterápiás kezeléseket nem-kissejtes tüdőrákban. Meglepő módon az orvosok 40 százaléka kevéssé ismerte a nemzetközi irodalomban közölt túlélési statisztikákat, egyharmaduk pedig nem hitt abban, hogy a kemoterápiával bármiféle tüneti javulást el lehetne érni. A cikk szerzői arra hívták fel a figyelmet, hogy a kemoterápiával közvetlenül nem foglalkozó orvosok körében sokszor hiányosak az ismeretek ezekről a szerekről.

## Vitaminok hatása a kezelésre
- E-vitamin: Amerikai kutatások szerint az E-vitamint használó betegek immunrendszere kevésbé gyengült le. Neurotoxicitást csökkentő hatása révén a cisplatin típusú kemoterápiában részesülő betegeknél csökkentette a kezelés mellékhatásaként jelentkező perifériás neuropátia gyakoriságát,[90] bár egyes tanulmányok eredményei ezt nem támasztották alá.[91] Martin Bergö vezette Göteborgi Egyetem antioxidánsokkal kapcsolatos kutatásai kimutatták, hogy ha tüdőrákos egereknek E-vitamint és N-acetilciszteint (NAC) adtak, akkor a daganatok háromszor nagyobb lett és agresszívebb. Ugyanis a szabad gyököket ártalmatlanító anyagok kikapcsolták azt a gént is, aminek a feladata a hibás sejtek elpusztítása lett volna. Amerikai kutatók arra jutottak, hogy az E-vitamin szedése öt és fél éven keresztül 17%-kal növelte a prosztatarák esélyét.[92]
- C-vitamin: Hatása a daganatokra és a kemoterápiára összetett, az irodalom pedig némiképp ellentmondásos. Egyrészt daganatmegelőző hatást tulajdonítanak neki, melynek hátterében többféle hatásmechanizmust tételeznek fel,[93][94] ugyanakkor a C-vitamin rákmegelőző hatását sem mindegyik tanulmány erősítette meg.[95] A C-vitamin azonban bizonyítottan antioxidáns hatású, vagyis az aszkorbinsav képes a rákkeltő anyagok szabad gyökeit megkötni. Emellett a gyorsan növő daganatok esetén a rákos sejtek osztódásához egy enzimre van szükség. Ezt az enzim működést azonban az aszkorbinsav leállítja.[96] Mindezek ellenére viszont a C-vitamin gátolja a kemoterápia daganat pusztító hatását,[97][98] ugyanis a meglévő daganatok esetén a C-vitamin nem csak az egészséges sejteket, hanem a daganatosakat is megvédi a szabad gyököktől. Egy daganatos sejtvonalakon in vitro végzett vizsgálatban a C-vitamin hatására 30-70%-kal kevesebb rosszindulatú sejt pusztul elt.[97] Állatkísérletek során pedig az tapasztalták, hogy a kemoterápia előtt két órával adott C-vitamin kezelés hatására a daganat gyorsabban fejlődött.[99] Mindezek mellett egyes szerzők felvetik, hogy a nagy dózisú intravénás aszkorbinsav kezelés toxikus lehet a tumorsejtekre, melyet ki lehetne használni a rákos betegek terápiájában.[100][101] Habár a kezdeti kutatások, - amelyek állat kísérletekre és kis számú emberi csoporton végzet próbára támaszkodik, egyes daganat típusok esetén - biztató eredményeket adtak a intravénásan adott aszkorbinsavval kapcsolatban, azonban az elmélet kétséget kizáró tudományos megerősítése mindenképp további kutatásokat igényel.[102] Az említett ellentmondások miatt azonban általában azt javasolják, hogy a kemoterápiában részesülő betegek kérjék ki a kezelőorvosuk véleményét a C-vitamin szedéséről.
- Folsav: Megfigyelések szerint szedése hatására a daganatos folyamatok rosszabbodtak.

## Egyéb daganatterápiás gyógyszerek
A kemoterápia mellett vagy helyett alkalmazott daganatterápiás kezelések

### Hormonszármazékok
Számos daganatról ismert, hogy növekedése erősen hormonfüggő. Ez a legtöbb esetben szteroid hormonokat jelent, amik tartós génexpressziós változásokat okoznak a célsejtjeikben. A hormonszintek megváltoztatásával befolyásolható ezen sejtek szaporodása, vagy akár el is pusztíthatók. A hormonkezelések természetesen csak olyan tumoroknál alkalmazhatók, amik hormonérzékeny szövetféleségből alakultak ki (pl. emlő, prosztata, mellékvesekéreg, endometrium), és amikben a tumorsejtek megtartották a hormonérzékenységüket (pl. kimutatható bennük a hormon receptora).
Maga a kezelés jelentheti a hormon hatását semlegesítő gyógyszer adását, vagy olyan készítmények alkalmazását, amik az adott hormon termelését gátolják meg, de hormonkezelésnek minősül a hormontermelő szövetek műtéti eltávolítása is (pl. a kasztrálás prosztatarákos betegben).
| Daganatok kezelésére használt hormonterápiák | Daganatok kezelésére használt hormonterápiák | Daganatok kezelésére használt hormonterápiák              | Daganatok kezelésére használt hormonterápiák | Daganatok kezelésére használt hormonterápiák              |
| Aromatáz-gátlók (emlőrák)                    | GnRH analógok (prosztatarák)                 | Szelektív ösztrogén receptor modulátorok (SERM) (emlőrák) | Antiandrogének (prosztatarák)                | Progeszteron analógok (méhtestrák, emlőrák, prosztatarák) |
| -------------------------------------------- | -------------------------------------------- | --------------------------------------------------------- | -------------------------------------------- | --------------------------------------------------------- |
| letrozol                                     | leuprolid                                    | tamoxifen                                                 | flutamid                                     | megesztrol-acetát                                         |
| anasztrozol                                  | gozerelin                                    | raloxifen                                                 | bikalutamid                                  | medroxiprogeszteron-acetát                                |
| exemesztán                                   | buzerelin                                    | toremifen                                                 | ciproteron-acetát                            |                                                           |
| aminoglutetimid                              | dezlorelin                                   | lazofoxifen                                               | ketokonazol                                  |                                                           |

### Celluláris szabályozók

A krónikus mieloid leukémia kezelésére használt imatinib szerkezeti képlete.

A célzott molekuláris terápia lényege a daganatsejtekben hibásan működő és azok fokozott szaporodásában szerepet játszó molekulák szelektív blokkolása. Ezek a gyógyszerek a kemoterápiákkal szemben nem az összes osztódó sejtre hatnak, hanem egy-egy olyan fehérjét semlegesítenek, ami az adott tumor esetében a daganat további növekedéséhez szükséges. Ez lehet egy, a sejtosztódást fokozó jelátviteli út egyik jelvivő molekulája, fokozott aktivitást mutató sejtfelszíni receptor, vagy egyszerűen csak olyan sejtfelszíni fehérje, ami a daganatsejtek zömén jelen van. Az ilyen gyógyszerek megjelenését a sejtekben zajló jelátviteli utak pontosabb megértése, illetve az azokban bekövetkező hibák jelentőségének a felismerése tette lehetővé. Egy-egy ilyen kórosan működő fehérje elleni célzott gyógyszer kifejlesztése költséges és időigényes folyamat, ebből kifolyólag ezek a gyógyszerek a klasszikus kemoterápiás szerekhez képest rendszerint jóval drágábbak. Számos betegség kezelésében használnak ma már ilyen gyógyszereket, legtöbbjüket a korábbi kemoterápiás szerekkel kombinálva, ezáltal növelve a kezelés hatékonyságát. Szelektivitásuknak köszönhetően ezek a gyógyszerek nem rendelkeznek a kemoterápiákra általánosan jellemző mellékhatásokkal. Fontos kiemelni, hogy bár ezek a szerek a kemoterápiákhoz képest sokszor jóval hatékonyabbnak bizonyultak, de hatékonyságuk erősen daganatfüggő, egy-egy szer csak bizonyos daganatféleségek ellen hatékony.
Kémiailag a szerek egy része valamilyen célmolekula elleni monoklonális antitest, másik részük változatos szerkezetű, kis molekula tömegű vegyületek csoportja. Utóbbiak többsége hatástanilag valamilyen tirozin-kináz gátlószer (tirozin-kináz inhibitor).
| alemtuzumab  | CD52   | krónikus limfocitás leukémia | dasatinib  | krónikus mieloid leukémia       | arzén-trioxid | akut promielocitás leukémia |
| bevacizumab  | VEGF   | vastag- és végbélrák         | erlotinib  | nem-kissejtes tüdőrák           | bortezomib    | mielóma multiplex           |
| cetuximab    | EGFR   | vastag- és végbélrák         | gefitinib  | nem-kissejtes tüdőrák           |               |                             |
| gemtuzumab   | CD33   | akut mieloid leukémia        | ibrutinib  | B-sejtes tumorok                |               |                             |
| ipilimumab   | CTLA-4 | melanóma                     | idelalisib | krónikus limfocitás leukémia    |               |                             |
| nivolumab    | PD-1   | melanóma                     | imatinib   | krónikus mieloid leukémia, GIST |               |                             |
| panitumumab  | EGFR   | vastag- és végbélrák         | nilotinib  | krónikus mieloid leukémia       |               |                             |
| rituximab    | CD20   | B-sejtes tumorok             | sunitinib  | veserák, GIST                   |               |                             |
| trasztuzumab | HER2   | emlőrák                      |            |                                 |               |                             |

### A beteg életminőségét javító gyógyszerek (szupportív terápiás szerek)
- hányingercsökkentők
- fájdalomcsillapítók
- antihypercalcaemiás szerek
- citoprotektív gyógyszerek